# 박병주 (1985년)
박병주(朴炳柱, 1985년 3월 24일)는 대한민국의 프로 축구 선수이다.

## 클럽 경력
박병주는 단국대학교를 졸업한 후 2008년 K리그 신인 드래프트에 참가하여 성남 일화 천마에 입단하였다. 그러나 한 시즌 동안 단 한 경기도 출전하지 못하였고, 내셔널리그의 수원시청으로 이적하여 두 시즌 동안 42경기에서 2골을 넣었다.
2011년 1월 3일 박병주는 K리그의 신생팀 광주 FC로 이적하였다. 2011년 3월 6일, 박병주는 2011 시즌 개막전인 대구와의 경기에서 데뷔전을 치렀다.
광주에서의 좋은 활약을 바탕으로 2012년 1월 9일, 박병주는 제주 유나이티드의 유니폼을 입게 되었다.
2013 시즌을 앞두고 친정팀 광주 FC로 1년 만에 복귀하였다.

## 우승 기록

### 클럽

#### 수원시청
- 내셔널리그: 2010